# Cnemaspis selenolagus
Cnemaspis selenolagus — вид ящірок з родини геконових (Gekkonidae). Описаний у 2020 році.

## Поширення
Ендемік Таїланду. Відомий лише у типовому місцезнаходженні — схили гори Као Лаем (північна частина хребта Тенасерім) в окрузі Суан Фуенг провінції Ратчабурі на заході країни. Мешкає у гірських вічнозелених тропічних лісах.

## Назва
Видова назва selenolagusперекладається з латинської мови як «місячний кролик». Назва вшановує Фонд «Кролик на Місяці» (Rabbit in the Moon Foundation), що знаходиться в місті Суан-Пхуенг (Ратчабурі, Таїланд), на знак визнання зусиль фонду в галузі екологічної освіти та охорони природи в Таїланді та визнання його допомоги та підтримки в організації польових робіт у районі Суан-Пхуенг.